# 2. pobaltský front

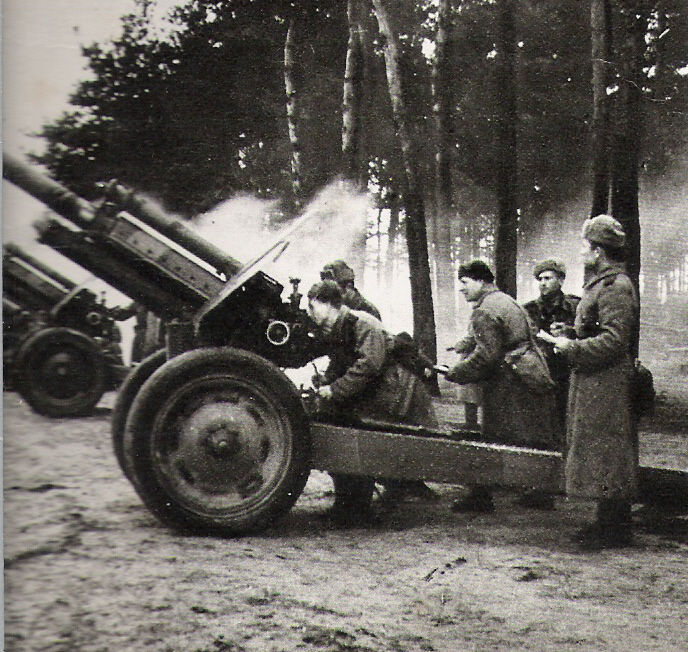
Sovětské dělostřelectvo (1944)

2. pobaltský front (rusky 2-й Прибалтийский фронт) byl název vojenského svazku Rudé armády za druhé světové války.

## Historie
2. pobaltský front vznikl 20. října 1943 na základě rozkazu Stavky z 16. října přejmenováním Pobaltského frontu.
1. až 21. listopadu 1943 levé křídlo společně s 1. pobaltským frontem útočilo na vitebsko–polockém směru. Začátkem roku 1944 se front účastnil Leningradsko–novgorodské operace. Vojska frontu postoupila o 110 160 km až k Ostrovu a Idrici. V červenci a srpnu front postoupil ještě o 250 km na západ. V září a říjnu 1944 front v Rižské operaci společně s 1. a 3. pobaltským frontem obsadil Rigu a zablokoval německou skupinu armád Sever v Kuronsku. Němce v Kuronsku front blokoval až do dubna 1945.
1. dubna 1945 byl front zrušen podle rozhodnutí Stavky z 29. března 1945, vojska byla včleněna do Leningradského frontu.

## Podřízené svazky
- 11. armáda (20. – 23. října 1943)
- 20. armáda (20. října – 5. listopadu 1943)
- 22. armáda (20. října 1943 – 1. dubna 1945)
- 3. úderná armáda (20. října 1943 – 15. prosince 1944)
- 6. gardová armáda (20. října 1943 – jaro 1944)
- 11. gardová armáda (20. října – 18. listopadu 1943)
- 15. letecká armáda (20. října 1943 – 1. dubna 1945)

- 1. úderná armáda (20. listopadu 1943 – 2. února 1944 a 16. února – 7. července 1944 a 16. října 1944 – 1. dubna 1945)
- 10. gardová armáda (9. prosince 1943 – 1. dubna 1945)
- 4. úderná armáda (4. července – 8. srpna 1944 a 9. února – 1. dubna 1945)
- 42. armáda (10. srpna 1944 – 1. dubna 1945)
- 14. letecká armáda (17. října – 27. listopadu 1944)
- 51. armáda (2. února – 1. dubna 1945)

## Velení
Velitel
- 20. října 1943 – 23. dubna 1944 armádní generál (od 20. dubna 1944 generálplukovník) Markian Michajlovič Popov
- 23. dubna 1944 – 4. února 1945 armádní generál Andrej Ivanovič Jerjomenko
- 4. – 9. února 1945 generálplukovník Markian Michajlovič Popov
- 9. února – 1. dubna 1945 maršál Sovětského svazu Leonid Alexandrovič Govorov

Člen vojenské rady
- 20. října – prosinec 1943 generálporučík Lev Zacharovič Mechlis
- prosinec 1943 – duben 1944 generálporučík Nikolaj Alexandrovič Bulganin
- duben 1944 – 1. dubna 1945 generálporučík Vladimir Nikolajevič Bogatkin

Náčelník štábu
- 20. října 1943 – březen 1945 generálporučík (od 23. srpna 1944 generálplukovník) Leonid Michajlovič Sandalov
- březen – 1. dubna 1945 generálplukovník Markian Michajlovič Popov